# Nagroda za scenariusz na Międzynarodowym Festiwalu Komiksu w Angoulême
Nagroda za scenariusz na Międzynarodowym Festiwalu Komiksu w Angoulême przyznawana jest dorocznie od 1993 roku najlepszemu scenarzyście komiksu opublikowanego we Francji.
Laureaci:
- 1993: Cosey za Saigon-Hanoï, Dupuis
- 1994: Marc-Antoine Mathieu zaJulius Corentin Acquefacques, prisonnier des rêves: Le processus, Delcourt
- 1995: Antonio Parras i Patrick Cothias za Le lièvre de Mars: Tome 2, Glénat
- 1996: George Bess i Alejandro Jodorowsky za Juan Solo: Fils de flingue,  Les Humanoïdes Associés
- 1997: Edmond Baudoin za Le voyage, L'Association
- 1998: Jacques de Loustal i Philippe Paringaux za Kid Congo, Casterman
- 1999: Carlos Trillo i Domingo Mandrafina za La grande arnaque, Albin Michel
- 2000: David B. za Rycerzy świętego Wita: tom 4, L'Association
- 2001: Edmond Baudoin i Fred Vargas za Les quatre fleuves
- 2002: Marjane Satrapi za Persepolis: Tom 2, L'Association
- 2003: Jirō Taniguchi za Odległą dzielnicę: tom 1, Casterman
- 2004: Neil Gaiman za Sandman: Pora mgieł, Delcourt
- 2005: Ralf König za Comme des lapins, Glénat
- 2006: Etienne Davodeau za Les mauvaises gens, Delcourt